# Wólka Łamana
Wólka Łamana – wieś w Polsce położona w województwie podkarpackim, w powiecie leżajskim, w gminie Kuryłówka.
| SIMC    | Nazwa     | Rodzaj    |
| ------- | --------- | --------- |
| 0653363 | Czarnuchy | część wsi |
| 0653370 | Jarosław  | część wsi |
| 0653386 | Praconie  | część wsi |

Wzmiankowana po raz pierwszy w 1605 roku jako "Wólka" a od 1649 roku jako "Wólka Łamana" – miejscowość gdzie znajduje się folwark starościcki. W 1914 cesarz Franciszek Józef zatwierdził uchwalony przez Sejm galicyjski projekt ustawy w sprawie wyłączenia przysiółka Wulka łamana ze związku gminy Brzyska wola, w powiecie łańcuckim i utworzenie samoistnej gminy Wulka łamana. W 1934 Wólka Łamana weszła w skład gminy zbiorowej w Kuryłówce. Od 1955 Wólka Łamana wchodziła w skład Gromadzkiej Rady Narodowej z siedzibą w Brzyskiej Woli. W latach 1975–1998 miejscowość administracyjnie należała do województwa rzeszowskiego.